# Накамура, Канна
Канна Накамура (яп. 中村 カンナ Накамура Канна, род. 26 октября, префектура Осака, Япония) — японская сэйю.

## Биография
Канна Накамура родилась 26 октября в префектуре Осака. С самого детства она стремилась смешить людей. Но вследствие чрезмерной полноты у неё развился комплекс, для преодоления которого Накамура решила найти своё призвание. Впервые Накамура заинтересовалась профессией сэйю после того, как услышала отыгрыш роли Миюки Савасиро в аниме-сериале Rozen Maiden; этот интерес укрепился, когда она, будучи подростком, стала поклонницей сэйю и певицы Юкари Тамуры.
Накамура переехала в Токио после окончания старшей школы и ещё во время обучения в университете начала посещать школу по подготовке сэйю. Проучившись два года в одной из таких школ, она перевелась в школу агентства талантов Rush Style. После окончания обучения подписала контракт с Rush Style и в 2018 году начала карьеру сэйю. Одной из её первых работ стала роль в японской версии визуальной новеллы The Fox Awaits Me, выпущенной в 2020 году.
В январе 2022 года Накамура получила свою первую главную роль — в аниме-сериале When Will Ayumu Make His Move?, в котором озвучила старшеклассницу Уруси Яотомэ. Помимо озвучивания, Накамура также единолично исполнила закрывающую музыкальную тему аниме-сериала под названием «50 Centi». В этом же месяце была утверждена на роль Нариты Топ Роуд в медиафраншизе Uma Musume Pretty Derby. В 2023 году Накамура озвучила роли Анны из аниме-сериала «Семь смертных грехов: Четыре всадника Апокалипсиса» и Хазелиты из Saint Cecilia and Pastor Lawrence. В марте 2024 года была утверждена на главную роль в аниме-сериале I’ll Become a Villainess Who Goes Down in History.

## Избранная фильмография

### Аниме-сериалы
2022
- When Will Ayumu Make His Move? — Уруси Яотомэ[2]

2023
- Classroom for Heroes — Ун[8]
- Saint Cecilia and Pastor Lawrence — Хазелита[6]
- «Семь смертных грехов: Четыре всадника Апокалипсиса» — Анна/Ангалад[5]

2024
- Gods’ Games We Play — Нел Реклесс[9]
- I’ll Become a Villainess Who Goes Down in History — Алисия Уильямс[7]

2025
- Pass the Monster Meat, Milady! — Мельфиера Маршальрейд[10]
- Secrets of the Silent Witch — Лана Колетт[11]
- The Gorilla God’s Go-To Girl — София Рилер[12]
- The Too-Perfect Saint — Химари[13]
- There’s No Freaking Way I’ll be Your Lover! Unless... — Рэнако Амаори[14]

### ONA
- 2023 — Uma Musume Pretty Derby: Road to the Top — Нарита Топ Роуд[15]

### Компьютерные игры
- 2020 — The Fox Awaits Me — Мимиру[1][16]
- 2022 — Trinity Trigger — Элиза Куас[17]
- 2022 — Uma Musume Pretty Derby — Нарита Топ Роуд[4]
- 2023 — Arknights — Понцирус

### Другие роли
- 2022 — озвученный комикс I Don’t Know Which Is Love — Мария[18]
- 2022 — озвученный комикс Lily Lily La La Land — Ботан[19]
- 2025 — промовидео к манге Mane Mane Nichi Nichi — Карина Итиносэ[20]